# 真狩村

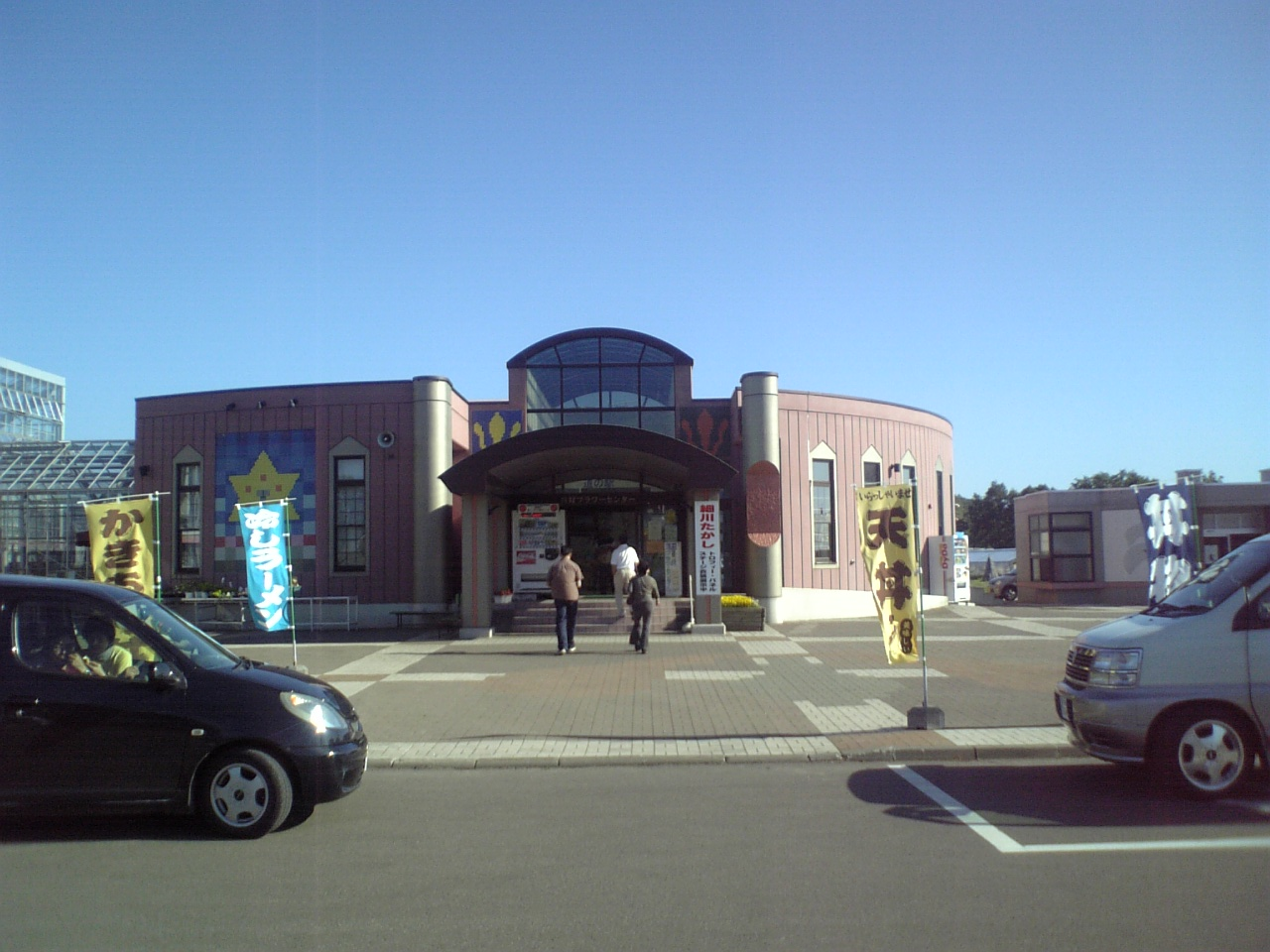
道の駅真狩フラワーセンター

真狩村（まっかりむら）は、北海道後志総合振興局管内にある村。虻田郡に属する。
1922年（大正11年）4月1日に旧真狩村から真狩別村として分村した村で、旧真狩村が留寿都村に改称（1925年2月1日）した後、1941年（昭和16年）12月1日に真狩別村が真狩村に改称して成立した。

## 村名の由来
村内を流れる真狩川のアイヌ語名、「マッカリペッ（mak-kari-pet）」（奥〔山〕の方で・回っている・川」を意味する。これは真狩川に屈曲が多い様子を表していると考えられている。

## 地理
北海道中西部にあり、洞爺湖の北、火山#旧分類コニーデ地形が美しい羊蹄山の南山麓、尻別川水系真狩川・知来別川流域に位置する。
- 山: 羊蹄山（蝦夷富士 1,898 m）、尻別岳（1107.4 m）、軍人山（561.8 m）、化物山（374.8 m）
- 川: 真狩川、オーホナイ川、知来別川、太沢川、南別川、武井川、オロエンヌキベツ川、貫気別川

### 隣接している自治体
- 後志総合振興局
  - 虻田郡:ニセコ町、喜茂別町、留寿都村
- 胆振総合振興局
  - 虻田郡:豊浦町、洞爺湖町

### 気候
| 真狩（1991年 - 2020年）の気候      | 真狩（1991年 - 2020年）の気候 | 真狩（1991年 - 2020年）の気候 | 真狩（1991年 - 2020年）の気候 | 真狩（1991年 - 2020年）の気候 | 真狩（1991年 - 2020年）の気候 | 真狩（1991年 - 2020年）の気候 | 真狩（1991年 - 2020年）の気候 | 真狩（1991年 - 2020年）の気候 | 真狩（1991年 - 2020年）の気候 | 真狩（1991年 - 2020年）の気候 | 真狩（1991年 - 2020年）の気候 | 真狩（1991年 - 2020年）の気候 | 真狩（1991年 - 2020年）の気候 |
| 月                                 | 1月                           | 2月                           | 3月                           | 4月                           | 5月                           | 6月                           | 7月                           | 8月                           | 9月                           | 10月                          | 11月                          | 12月                          | 年                            |
| ---------------------------------- | ----------------------------- | ----------------------------- | ----------------------------- | ----------------------------- | ----------------------------- | ----------------------------- | ----------------------------- | ----------------------------- | ----------------------------- | ----------------------------- | ----------------------------- | ----------------------------- | ----------------------------- |
| 最高気温記録 °C （°F）             | 6.9 (44.4)                    | 10.8 (51.4)                   | 12.8 (55)                     | 21.4 (70.5)                   | 28.8 (83.8)                   | 32.0 (89.6)                   | 32.3 (90.1)                   | 32.3 (90.1)                   | 29.7 (85.5)                   | 23.6 (74.5)                   | 18.2 (64.8)                   | 12.1 (53.8)                   | 32.3 (90.1)                   |
| 平均最高気温 °C （°F）             | −3.9 (25)                     | −3.0 (26.6)                   | 0.9 (33.6)                    | 7.2 (45)                      | 15.0 (59)                     | 19.2 (66.6)                   | 22.5 (72.5)                   | 23.4 (74.1)                   | 19.8 (67.6)                   | 13.0 (55.4)                   | 5.1 (41.2)                    | −1.7 (28.9)                   | 9.8 (49.6)                    |
| 日平均気温 °C （°F）               | −6.6 (20.1)                   | −6.1 (21)                     | −2.5 (27.5)                   | 3.2 (37.8)                    | 9.8 (49.6)                    | 14.1 (57.4)                   | 18.0 (64.4)                   | 19.0 (66.2)                   | 15.1 (59.2)                   | 8.6 (47.5)                    | 1.7 (35.1)                    | −4.4 (24.1)                   | 5.8 (42.4)                    |
| 平均最低気温 °C （°F）             | −10.4 (13.3)                  | −10.1 (13.8)                  | −6.6 (20.1)                   | −0.9 (30.4)                   | 4.8 (40.6)                    | 9.6 (49.3)                    | 14.3 (57.7)                   | 15.1 (59.2)                   | 10.5 (50.9)                   | 4.1 (39.4)                    | −2.0 (28.4)                   | −7.9 (17.8)                   | 1.7 (35.1)                    |
| 最低気温記録 °C （°F）             | −22.1 (−7.8)                  | −21.9 (−7.4)                  | −18.0 (−0.4)                  | −12.5 (9.5)                   | −3.7 (25.3)                   | 0.3 (32.5)                    | 5.9 (42.6)                    | 4.8 (40.6)                    | 0.1 (32.2)                    | −4.6 (23.7)                   | −12.1 (10.2)                  | −18.5 (−1.3)                  | −22.1 (−7.8)                  |
| 降水量 mm （inch）                 | 116.6 (4.591)                 | 87.4 (3.441)                  | 81.5 (3.209)                  | 66.7 (2.626)                  | 81.9 (3.224)                  | 65.4 (2.575)                  | 115.1 (4.531)                 | 161.4 (6.354)                 | 145.5 (5.728)                 | 112.2 (4.417)                 | 143.9 (5.665)                 | 152.6 (6.008)                 | 1,333.8 (52.512)              |
| 平均降水日数 （≥1.0 mm）           | 22.1                          | 18.8                          | 16.9                          | 11.5                          | 10.8                          | 9.4                           | 11.4                          | 11.9                          | 12.7                          | 14.5                          | 19.0                          | 23.1                          | 183.1                         |
| 平均月間日照時間                   | 33.1                          | 45.3                          | 89.6                          | 149.5                         | 178.1                         | 157.3                         | 130.8                         | 127.3                         | 141.9                         | 121.5                         | 59.6                          | 25.8                          | 1,259.8                       |
| 出典1：Japan Meteorological Agency |                               |                               |                               |                               |                               |                               |                               |                               |                               |                               |                               |                               |                               |
| 出典2：気象庁                      |                               |                               |                               |                               |                               |                               |                               |                               |                               |                               |                               |                               |                               |

## 歴史
- 縄文時代より栄える。
- 1799年(寛政11年) 幕府の天領となる。
- 1895年(明治28年) 香川・福島県人5戸18名がマッカリベツ原野に入植。〈真狩村開基〉
- 1897年 真狩村戸長役場が虻田村（現在の洞爺湖町）から分立設置。真狩村（現在の留寿都村・真狩村・喜茂別町管内）・狩太村（現ニセコ町）設置。
- 1899年 真狩別駅逓所創設。
- 1901年 狩太村戸長役場（現ニセコ町）が分立。
- 1906年 二級町村制施行「真狩村」。
- 1910年 室蘭支庁（現胆振支庁）から後志支庁に管轄変更。
- 1922年 真狩村のうち字真狩別・知来別・御保内地区が真狩別村（まっかりべつむら）として分立。
- 1925年 真狩村が留寿都村に改称[4]。
- 1941年(昭和16年) 真狩別村が真狩村に改称。
- 1952年 狩太町との境界変更実施、一部編入。
- 1977年 有珠山噴火、農作物に被害。
- 1991年(平成3年) 香川県大野原町（現観音寺市）と姉妹都市提携。
- 1994年 真狩村開基100年。真狩温泉開湯。
- 2003年 蘭越町・ニセコ町・真狩村・喜茂別町・倶知安町合併協議会設置。
- 2004年 合併協議会解散。

## 行政
村役場が中心地に設置されている。
- 現村長：岩原清一
- 前村長：佐々木和見

## 経済

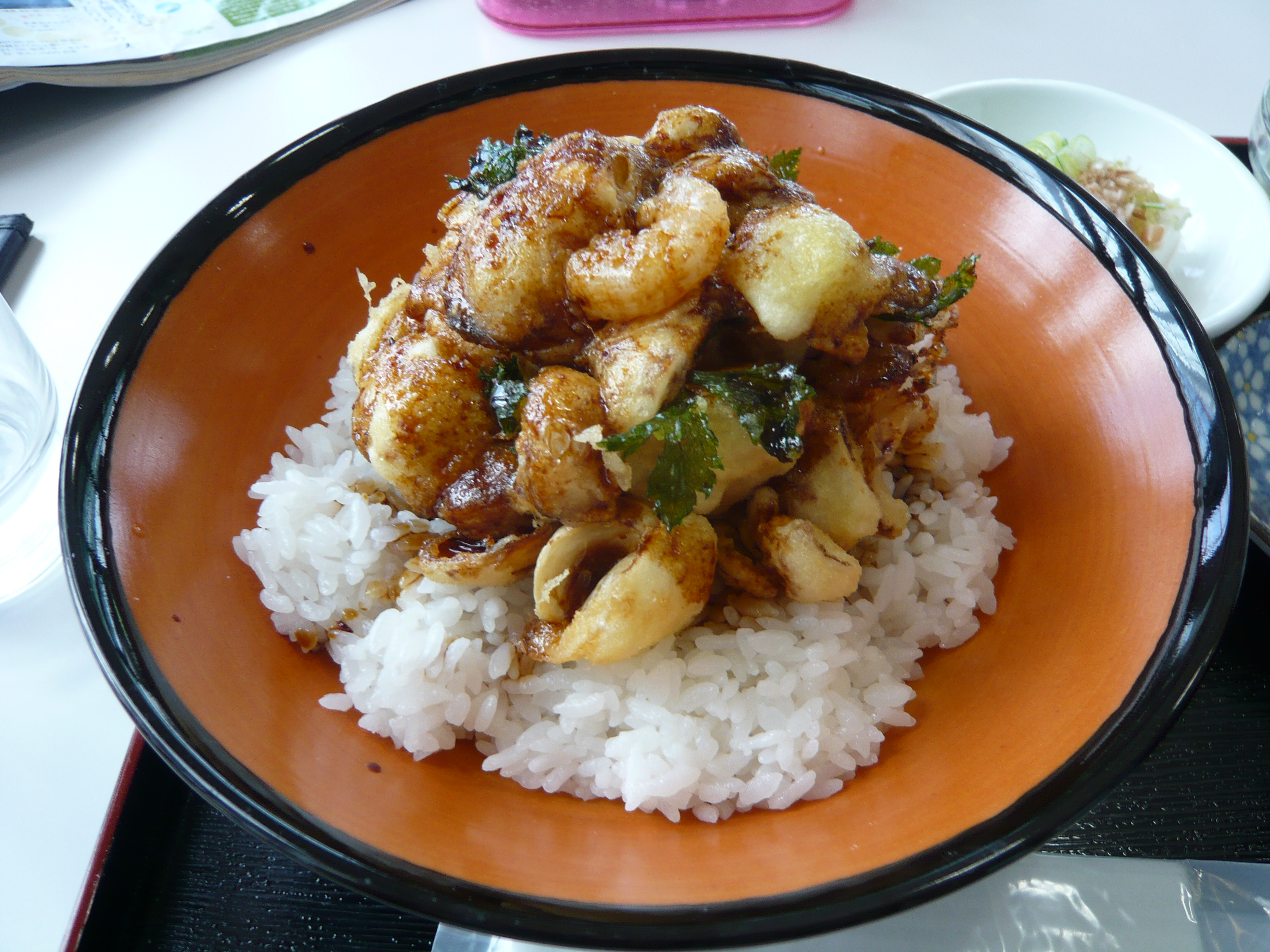
真狩村道の駅のユリ根丼。真狩村は日本一のユリ根の産地である

### 産業
農業が基幹産業。
主要作物：じゃがいも、ユリ根、大根、人参

### 農協
- ようてい農業協同組合（JAようてい）真狩支所

### 金融機関
- 北海道信用金庫真狩支店

### 郵便局
- 真狩郵便局（集配局）

### 宅配便
- ヤマト運輸：千歳主管支店ニセコセンター（倶知安町）
- 佐川急便：倶知安営業所（倶知安町）
- 日本通運：羊蹄支店（京極町）

## 公共機関

### 警察
- 倶知安警察署真狩駐在所

独立行政法人
- 国立研究開発法人農業・食品産業技術総合研究機構種苗管理センター北海道中央農場後志分場

## 姉妹都市・提携都市
- 香川県大野原町（現観音寺市）

## 地域

### 人口
| |                                        |  |
| 真狩村と全国の年齢別人口分布（2005年） | 真狩村の年齢・男女別人口分布（2005年） |  |
| ■紫色 ― 真狩村 ■緑色 ― 日本全国 | ■青色 ― 男性 ■赤色 ― 女性              |  |
| 真狩村（に相当する地域）の人口の推移 \| 1970年（昭和45年） \| 3,758人 \| \| \| 1975年（昭和50年） \| 3,197人 \| \| \| 1980年（昭和55年） \| 3,140人 \| \| \| 1985年（昭和60年） \| 3,028人 \| \| \| 1990年（平成2年） \| 2,826人 \| \| \| 1995年（平成7年） \| 2,649人 \| \| \| 2000年（平成12年） \| 2,536人 \| \| \| 2005年（平成17年） \| 2,354人 \| \| \| 2010年（平成22年） \| 2,194人 \| \| \| 2015年（平成27年） \| 2,103人 \| \| \| 2020年（令和2年） \| 2,045人 \| \| |                                        |  |
| 総務省統計局 国勢調査より |                                        |  |
| 1970年（昭和45年） | 3,758人                                |  |
| 1975年（昭和50年） | 3,197人                                |  |
| 1980年（昭和55年） | 3,140人                                |  |
| 1985年（昭和60年） | 3,028人                                |  |
| 1990年（平成2年） | 2,826人                                |  |
| 1995年（平成7年） | 2,649人                                |  |
| 2000年（平成12年） | 2,536人                                |  |
| 2005年（平成17年） | 2,354人                                |  |
| 2010年（平成22年） | 2,194人                                |  |
| 2015年（平成27年） | 2,103人                                |  |
| 2020年（令和2年） | 2,045人                                |  |

### 消滅集落
2015年国勢調査によれば、以下の集落は調査時点で人口0人の消滅集落となっている。
- 真狩村 - 字新陽

### 教育
- 高等学校
  - 村立高等学校
    - 真狩高等学校

- 中学校
  - 村立
    - 真狩中学校

- 小学校
  - 村立
    - 真狩小学校

※御保内小学校（字加野）は2023年3月をもって閉校した。

## 交通

### 鉄道
現在、村内を走る鉄道路線は無い。最寄り駅は、JR北海道函館本線ニセコ駅。ただしニセコ駅から村への路線バスはないので、鉄道駅からバスで村へ行く場合は倶知安駅で乗り換えることになる。
なお、1936年（昭和11年）から1953年（昭和28年）までの間、狩太駅（現・ニセコ駅）から殖民軌道の真狩線が運用されていた。

### バス
- 道南バス - 倶知安町・ニセコ町・真狩村・留寿都村を通る路線がある。
  - 倶知安駅前 - ニセコ本通 - 真狩 - 留寿都 - ルスツリゾート

### 道路
- 村内を通る高速道路・一般国道はない。村の最寄り高速道路インターチェンジは道央自動車道豊浦IC。
- 都道府県道（主要道道）
  - 北海道道66号岩内洞爺線
  - 北海道道97号豊浦京極線
- 都道府県道（一般道道）
  - 北海道道230号三ノ原ニセコ線
  - 北海道道257号留寿都喜茂別線
  - 北海道道777号川崎三の原線
  - 北海道道841号桜川線
  - 北海道道914号新富神里線
- 道の駅
  - 道の駅真狩フラワーセンター

## 名所・旧跡・観光スポット・祭事・催事

細川たかしの記念像

### 文化財

#### 天然記念物
- 後方羊蹄山の高山植物帯

#### その他
- 浦安の舞 - 真狩村指定無形民俗文化財、真狩村浦安の舞保存会
- 真狩祝い太鼓 - 真狩村指定無形民俗文化財、真狩村祝い太鼓保存会
- 真狩赤坂奴 - 真狩村指定無形民俗文化財、真狩赤坂奴保存会

| - 支笏洞爺国立公園（羊蹄山の一帯） - 羊蹄山自然公園 - まっかり温泉 - 世界のユリ園コテージ - 細川たかしの記念像 - レストラン・マッカリーナ - 青少年の森 - 羊蹄山の湧き水 | - まっかり温泉スリッパ卓球大会（1月） - ほくほくまつり（9月） - 真狩神社祭典（9月） - じゃがいも - 食用ユリ根 - アスパラガス - 麗水（ミネラルウォーター） |

## 著名人
- 細川たかし （歌手）
- 沢木順（俳優）
- 八洲秀章 （作曲家）
- 一原有徳 （版画家）
- 木村真佐幸（文学者）
- 谷岡雅樹（映像評論家）

## 真狩村の「日本一」
- 食用ユリ根出荷量